# Tupolev ANT-13
Il Tupolev ANT-13 (in cirillico Туполев АНТ-13) era un aereo da caccia monomotore, dalla velatura biplana, progettato in Unione Sovietica dallo TsAGI, all'epoca diretto da Andrej Nikolaevič Tupolev; viene indicato anche con la sigla I-8 in base alla tipologia di impiego prevista (dal cirillico И-8: Истребитель -Istrebitelʹ- letteralmente combattente).
Fu prodotto in un solo esemplare che venne portato in volo all'inizio degli anni trenta; la sua progettazione fu curata da Vladimir Rodionov, uno degli ingegneri che lavoravano all'interno dello TsAGI.

## Sviluppo
Il progetto dell'ANT-13 vide la luce tra la fine del 1929 e l'inizio del 1930, periodo nel quale vennero definite le caratteristiche tecniche richieste, sulla base delle quali dar vita ad un aereo da caccia che sarebbe stato (in via non ufficiale) definito "fantino" (in cirillico "Жокей", "Žokej"): elevata velocità di punta e di salita in quota e doti di manovrabilità tali da consentire rapide manovre di evasione e di ripresa del combattimento ravvicinato.
Nell'ambito del gruppo di lavoro operante all'interno dello TsAGI, l'organizzazione del lavoro venne affidata a Vladimir Rodionov e la realizzazione dell'unico esemplare completato venne effettuata con il contributo non retribuito di tutti gli ingegneri e disegnatori, per un periodo pari a 70 ore lavorative a testa.
Il velivolo venne realizzato impiegando nella struttura acciaio inossidabile, il cui impiego venne attentamente studiato da Tupolev nel corso della sua seconda visita in Germania risalente al 1928, ed utilizzando come propulsore lo statunitense Curtiss V-1570 noto anche con il nome di Conqueror (dall'inglese Conquistatore). Completato nel novembre del 1930, fu portato in volo per la prima volta il 12 dicembre di quello stesso anno da Mihail Mihajlovič Gromov, futuro Eroe dell'Unione Sovietica.
Nel corso delle prove successive l'ANT-13 divenne il primo velivolo sovietico a superare i 300 km/h, raggiungendo i 303 km/h nel gennaio del 1931. La cellula venne modificata a più riprese, con un costante lavoro di affinamento che si protrasse fino al 1932. Malgrado le prestazioni soddisfacenti, il mancato accordo per la produzione su licenza del propulsore determinò l'abbandono dello sviluppo del velivolo.

## Descrizione tecnica
Il Tupolev ANT-13 era un velivolo dalla struttura interamente metallica costituita in parte da elementi in duralluminio e da altri in acciaio inossidabile (in particolare risultano impiegati acciai al cromo-molibdeno). Le ali erano rivestite in tela e la loro configurazione era di tipo sesquiplana. I due piani erano disposti sfalsati tra loro (l'ala inferiore era disposta in posizione più arretrata) ed erano collegati da due montanti (uno per lato) a "N" invertita. I piani di coda erano di tipo classico, con lo stabilizzatore orizzontale collocato alla base della deriva.
Il carrello d'atterraggio era di tipo classico, fisso: formato da due ruote (una per lato) agganciate alla fusoliera (all'altezza del bordo d'entrata dell'ala superiore) tramite una struttura ad "M" i cui elementi esterni erano dotati di ammortizzatore. In coda era presente il classico (per l'epoca) pattino d'appoggio.
Il motore, come detto, era il V-12 statunitense Curtiss V-1750 raffreddato a liquido in grado di sviluppare la potenza di 600 hp.
L'armamento previsto era costituito da due mitragliatrici PV-1, calibro 7,62, disposte all'estremità anteriore della fusoliera e sparanti (sincronizzate) attraverso il disco dell'elica.